# 카지미에시 바르텔

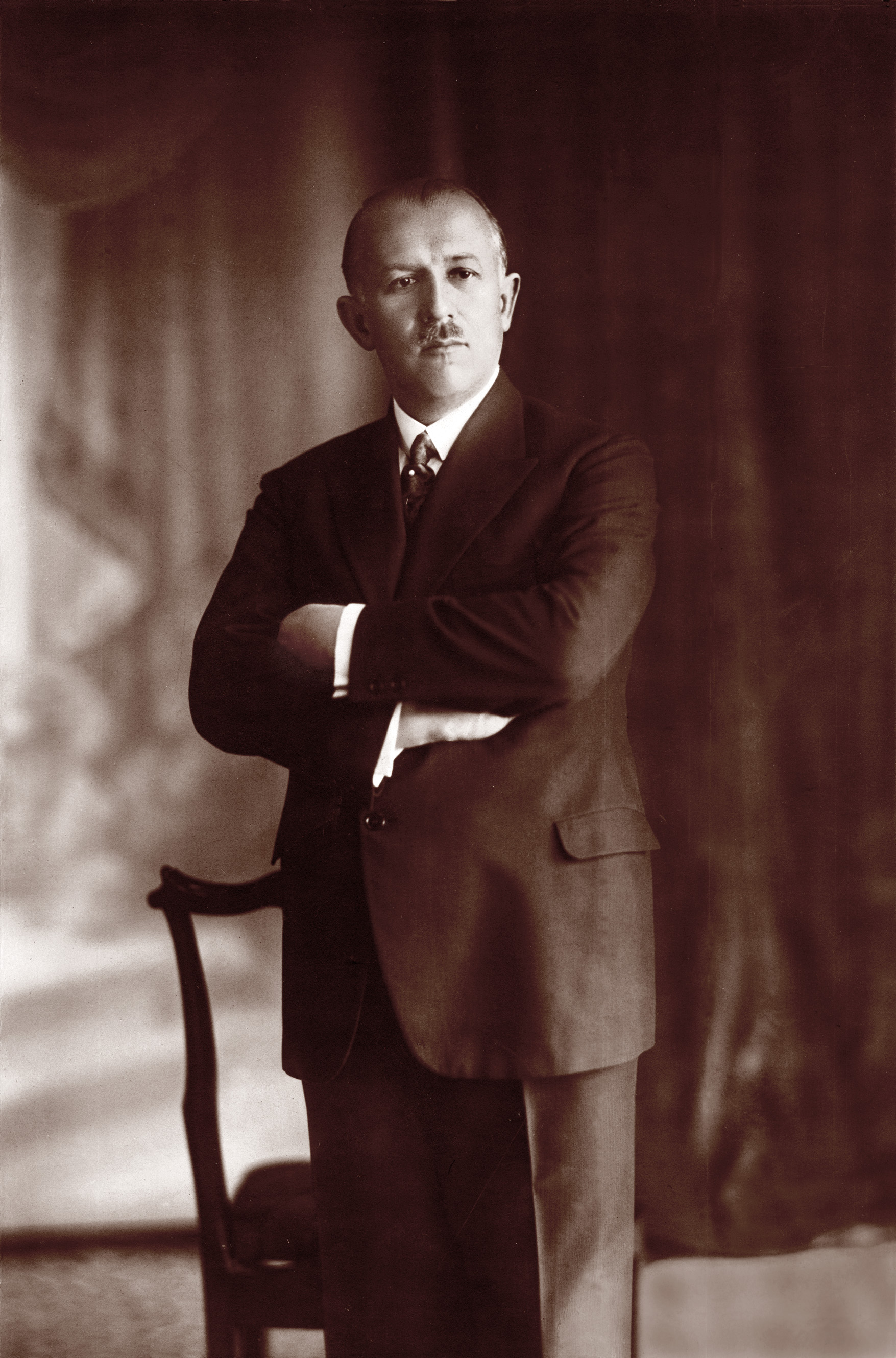
카지미에시 바르텔 (1929년)

카지미에시 브와디스와프 바르텔(폴란드어: Kazimierz Władysław Bartel, 1882년 3월 3일 ~ 1941년 7월 26일)은 폴란드의 수학자이자 정치인이었다. 1926년부터 1930년 사이에 세 차례 폴란드 총리직을 역임하였다.
오스트리아-헝가리 제국령의 렘베르크(현 우크라이나 르비우)에서 태어나 렘베르크 공과대학에서 기계공학을 공부하고 1917년 수학 교수 직함을 취득했다. 제1차 세계대전 중에 오스트리아-헝가리군에 징집되었다가 폴란드 제2공화국이 성립되자 고국으로 돌아와 철도군 소속으로 우크라이나 공격에 맞서 싸웠으며 이때부터 훗날의 폴란드 지도자가 되는 유제프 피우수트스키와 가까이 지냈다. 이 공로로 1919년 폴란드의 철도부 장관에 임명되었으며 1922년부터 폴란드 하원 의원이 되었다. 1926년 피우수트스키의 5월 쿠데타 이후 총리로 임명되어 1930년까지 세 차례에 걸쳐 이 직책을 맡았다.
1930년 정치를 그만두고 수학과 교수로 대학에 복귀하여 르부프 공과대학의 총장이 되었다. 1937년부터 폴란드 상원 의원으로 임명되어 재직하다가 제2차 세계대전 발발을 맞았다. 소련이 폴란드 동부를 침공하여 점령한 이후에도 그는 기술 대학에서 강의를 계속하였으나 1941년 독일이 바르바로사 작전으로 르부프를 점령한 이후 지식인에 대한 박해가 시작되었다. 그는 이틀 만에 게슈타포에 의해 잡혀 투옥되었고 독일 당국의 괴뢰 정부 수장직 제안을 거부하였다가 1941년 7월 르부프 교수 학살 중에 살해당했다.